# Heiligster regierender Synod

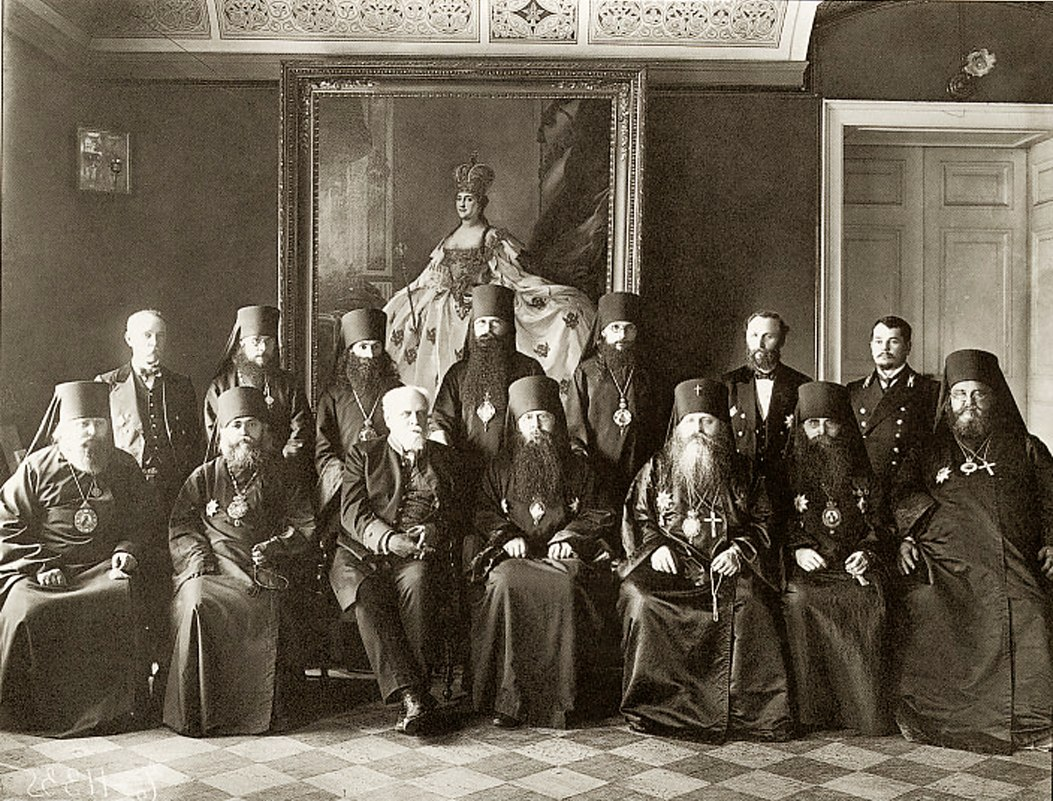
Die Mitglieder der Außerordentlichen Sitzung des Heiligsten Synod am 26. Jul. 1911 in der Haupthalle des Metropolitanquartiers im Alexander-Newski-Kloster.

Der Heiligste regierende Synod (auch: Heiligster Dirigierender Synod, russisch Святейший Правительствующий Синод) war die oberste Regierungs-Institution der Russisch-Orthodoxen Kirche von 1721 bis 1918. Danach wurde das Patriarchat wiederhergestellt, wenn auch ohne Machtbefugnisse. Die Jurisdiktion des Heiligsten regierenden Synods erstreckte sich auf alle Fragen kirchlichen Lebens und schloss auch manche säkulare Gebiete mit ein.
Der Synod wurde von Peter I. am 25. Januar 1721 eingerichtet im Zuge seiner Kirchenreform. Mit der Gründung des Synod wurde das Patriarchat abgeschafft. Der Synod bestand zum Teil aus kirchlichen Würdenträgern und teilweise aus Laien, die vom Zaren ernannt wurden. Mitglieder waren unter anderem die Metropoliten von Sankt Petersburg, Moskau und Kiew, sowie der Exarch von Georgien. Anfangs gehörten zehn Kleriker zum Synod. Später wurde die Zahl auf zwölf erhöht.
Trotz des Namens handelte es sich um eine rein rationale kirchliche Verwaltungsbehörde. Sie grenzte sich von den bestehenden Sobory ab und lehnte sich dafür an die griechischen Synoden an. Die Rolle der Kirche im russischen Staat wandelte sich damit fundamental. Der Zar und Kaiser stand nun allein an der Spitze des Staats, während der Synod eine Stufe tiefer, auf der gleichen Ebene wie der Kaiserliche Senat, stand.

## Hintergrund

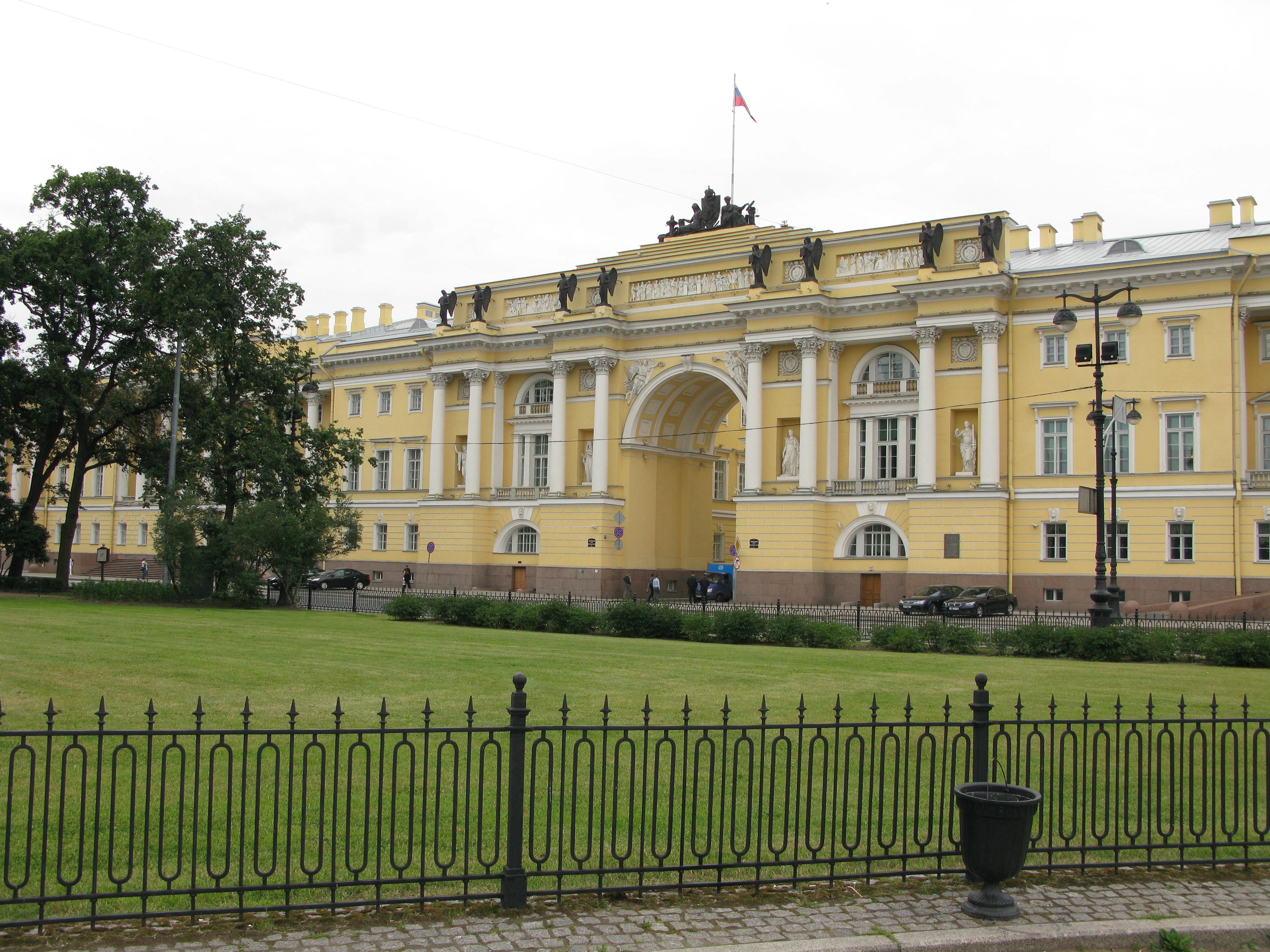
Senat und Synod, Sitz des Heiligsten Synods in St. Petersburg

Eine ganze Reihe von Reformen von Peter dem Großen führte zur Gründung des Heiligsten Synod. Die neue imperialistische Ausrichtung des Russischen Kaiserreichs machte radikale Veränderungen und Entwicklungen in wirtschaftlicher, sozialer und kultureller Hinsicht notwendig. Peter reiste zweimal nach West-Europa und erließ Reformen, die seinen Wunsch deutlich machten, Russland an die westlichen Standards anzupassen und die geschaffen wurden Westeuropäische Modelle zu russifizieren. Nicht nur das Patriarchat wurde nach Art des Landesherrlichen Kirchenregiments dem Kaiser unterstellt, auch andere traditionelle Werte, die von Bojaren und Aristokraten, Händlern, Klerikern, Bauern und Unfreien hochgehalten wurden, wurden durch die Reformen herausgefordert. Zar Peter wollte die Ideale der Aufklärung durchsetzen, ohne jedoch gleichzeitig die autoritäre Regierung oder politische und religiöse Freiheit einzuführen.
Er führte unter anderem den Julianischen Kalender ein; reorganisierte die Russische Armee nach preußischem Vorbild; schuf eine Meritokratie (im Gegensatz zum bisherigen Brauch der Amtsvergabe nach Abstammung) und verbot und besteuerte Bärte (ein Kennzeichen der Altgläubigen). Peters Reformwille führte auch zur Gründung des Heiligsten Synod. Ein einzelner starker Führer (Patriarch) der Kirche stellte für die Herrschaft des Zaren eine zu große Bedrohung dar und er war nicht bereit, seine Macht zu teilen.

## Entwicklung bis zur Gründung des Synod
Als der konservative Patriarch Adrian I. 1700 starb, setzte der Zar keinen neuen Patriarchen ein, sondern ließ den Metropoliten Stephen Jaworski, einen Unterstützer der Reform, für die nächsten zwanzig Jahre die Kirche leiten. 1721 wurde die Kirche offiziell der Russischen Regierung unterstellt. Die Geistliche Order, die dazu notwendig war, wurde von Erzbischof Theophanes Prokopovich verfasst.
Nach dem Tod des Patriarchen Adrian entschied Peter, auf Anregung und nach Ermutigung durch seinen Beamten A. A. Kurbatov, den patriarchalen Rang des Razryadnyi Prikas, der sich auf zivile und militärische Verwaltung erstreckte, abzuschaffen und übertrug alle Aufgaben auf den zugehörigen Prikas, ein Verwaltungsamt. Durch dieses Handeln entmachtete die zaristische Verwaltung Schritt für Schritt die kirchlichen Strukturen und übertrug deren Aufgaben auf gleichgestellte Regierungsämter. Man hat zwar vermutet, dass Peter nicht von Anfang an das Patriarchat abschaffen wollte, doch die Verzögerung der Wahl eines neuen Patriarchen erwies sich als lukrativ, da dadurch die kirchlichen Vermögenswerte verfügbar wurden und finanzielle Privilegien des Klerus entfielen. – Der Staat sparte viel Geld, was Peter weitere Argumente lieferte, um das Patriarchat endgültig abzuschaffen.
Die Reform von 1711 wies dem Senat auch die Jurisdiktion über alle Menschen, einschließlich der Kirchenmänner zu. Das bedeutete, dass der Staat nun über Fragen entscheiden konnte, die vorher den kirchlichen Autoritäten vorbehalten gewesen waren. Damit verbunden war die Autorität der Regierung, in bestimmten Positionen Kleriker für die Administration in religiösen Stellungen einzusetzen.
1716 formulierte Peter einen Eid für die Wahlbischöfe von Vologda, Astrachan und Yavorskii. Der Eid, gegliedert in sieben Absätze, diente als Ergänzung zum vorhandenen Eid. Die ersten zwei Absätze handelten vom passenden Umgang mit Häretikern und Oppositionellen. Der dritte Abschnitt setzte fest, dass Mönche sich nicht außerhalb ihrer Diözese bewegen sollten, es sei denn aufgrund dringender Geschäfte, und auch nur mit schriftlicher Genehmigung. Der Eid untersagte auch den Bau überflüssiger Kirchen (Absatz 4) und die Anstellung unnötiger Kleriker (Absatz 5). Außerdem legte er fest, dass die Bischöfe ihre Diözese wenigstens einmal jährlich visitieren sollten, um Aberglauben abzuschaffen, Apostaten zu zügeln und die Gläubigen zu versammeln (Absatz 6). Der letzte Absatz des Eides verpflichtete die Bischöfe darauf zu schwören, dass sie sich nicht mit weltlichen Angelegenheiten beschäftigten oder in Gerichtsprozesse einmischten.

## Peters Verhältnis zur Kirche
Peter war Willens Russland während seiner Regierungszeit zu westernisieren und die Kirchenreform war ein integraler Teil seiner Kampagne. Die neue Kirchenstruktur ähnelte in vielen Beziehungen derjenigen anderer westeuropäischer Länder wie Schweden und Deutschland. Säkularisierung war ein notwendiger Schritt dieser politischen Neuausrichtung. Durch die Enteignung der Kirchengüter und die Vereinheitlichung der Rechtslage erhielt der Staat mehr Mittel und Autorität, während die Kirche einen Großteil ihrer Macht verlor. Endgültig wurde die Kirche der Regierung unterworfen und die bisherigen Beziehungsgeflechte aufgelöst, in denen die Herrscher wie Iwan der Große sich der Orthodoxen Kirche verpflichtet fühlten, um ihre Legitimität zu erhalten.
Peter nutzte den Synod auch dazu um Dissidenten aufzuspüren und zu bestrafen. Eine Ergänzung der Kirchengesetze von 1722, in der auch das Amt des Patriarchen abgeschafft wurde, verlangte von den Klerikern, dass sie jegliche „aufrührerischen“ Beichten melden sollten.
Vor der Schaffung des Heiligsten Synods beschäftigte sich der Zar selbst mit den Reformen der Kirche. Besonders interessiert war er daran, die Bildung der Kleriker zu verbessern, da viele Analphabeten waren und nicht wussten, wie die Sakramente richtig gespendet werden.
Als Peter der Große den Synod gründete, erließ er auch die Spiritual Order, die bereits erwähnt wurde. Ein Schlüsselsatz dieses Edikts war die Aberkennung einer „Göttlichkeit“ (Heiligkeit) der Kirche. Peter betrachtete sie in erster Linie als staatliche Institution.

## Bildung des Synods
Der Heiligste Synod ersetzte das Amt des Patriarchen durch ein Kollegium von zehn, später 12 Klerikern. Der Ober-Prokurator, Kolonel I. V. Boltin, ein Nicht-Kleriker, leitete den Synod um sicher zu stellen, dass die Abläufe und Beschlüsse rechtens waren und dass die Mitglieder des Synods ihre Verantwortlichkeiten richtig erfüllten. Peter forderte von den Priestern die Beichten von Verrätern zu melden, aber nutzte seine Machtfülle nicht bis zum Letzten aus. Beispielsweise verzichtete er darauf, die Ländereien der Kirche zu enteignen. Unter der Leitung des Synod wurde die Kirche toleranter gegenüber verschiedenen Denominationen und tolerierte sogar zeitweise die Altgläubigen. Konfessionsgemischte Ehen zwischen orthodoxen und evangelischen beziehungsweise katholischen Christen wurden bereits im ersten Jahr nach der Gründung des Synod zugelassen.
Der Synod war allerdings nach dem Vorbild der Kirchen-Staats-Beziehungen in den Lutherischen Ländern Nordeuropas gestaltet. Obwohl der Kaiser sich nicht in Glaubensfragen einmischte, kontrollierte die Regierung letztlich die Organisation, Finanzen und Leitlinien der Kirche. Nach der Vorstellung, dass die Regierung aktiv ins Leben der Bürger eingreifen solle, erwartete Peter, dass die Kirche sich genauso verhielte. Er drängte die Kirche, soziale Projekte zur Unterstützung der einfachen Leute zu starten, unter anderem Armenhäuser und christliche Schulen.
Im November 1718 gründete Peter das „Kirchliche Kollegium“ (Духовный регламент) in St. Petersburg, wo auch das Zentrum der zivilen Regierung lag, und bald darauf wurde das „Kollegium“ umbenannt in „Heiligster All-Regierender Synod“.

## Aufgaben
Der Synod wurde durch das Statut der Kirchlichen Regularien geregelt und hatte das Ziel, die Kirche zu verwalten und zu reformieren. Das Statut legte fest, dass der Synod aus elf Mitgliedern bestehen sollte, die verschiedene Klassen und Ränge tragen sollten. Ein Präsident, zwei Vizepräsidenten, vier Räte und vier Beisitzer gehörten dem Synod an und jedes Mitglied hatte bei Abstimmungen eine Stimme.
Als Reaktion auf Peters Ansichten im Vergleich zwischen Russland und Westeuropa, bestand der Synod aus Klerikern, die ausgiebige höhere Bildung genossen hatten. Das Gremium kämpfte darum, möglichst viel Einfluss auf Kircheneigentum zu erhalten, und nachdem es Kontrolle über Patriarchengüter erlangt hatte, war es für ca. 6000 Untergebene (Leibeigene?) verantwortlich. Ihm wurden alle Ehren zugestanden und der Synod besaß „patriarchale Macht, Ehre und Autorität.“
Die Hauptaufgabe des Synod war die Anleitung des Orthodoxen Glaubens, die Unterrichtung in religiösen Belangen, die Ausrichtung der religiösen Feste und die Klärung von Fragen bezüglich Brauch und Liturgie. Der Synod war auch für die Unterdrückung von Häresien, die Beurteilung von Wundern und Reliquien und für die Verfolgung von Hexerei zuständig. Der Synod verwaltete das Kircheneigentum und war dementsprechend verantwortlich für Klöster und Kirchen.